# Шелфтокер
Шелфто́кер (англ. «shelf» — полиця, англ. «talker» — мовець) — зазвичай це конструкція з паперу або картону із зображенням торговельної марки, ціни й іншої інформації, мета якої - привернути увагу покупця до товару.
Види шелфтокерів:
- за орієнтацією у просторі: вертикальні та горизонтальні;
- будь-які за формою, проте найчастіше зустрічаються плоскі, трикутні, у вигляді літери Г або Т;
- за типом розрізняють шелфтокери-цінники, які кріпляться на цінникотримач, та шелфстріпи, які кріпляться безпосередньо на полицю;
- різні за форматом та розміром;
- за матеріалом: картонні, паперові тощо.

Шелфтокери можуть по-різному кріпитися (на двосторонній скотч, закріплюватися замком на передній стінці полиць і каркасних кошиків з товаром, висіти на прилавку, висіти на гачку й т.д.), крім того, завдяки своїй конструкції іноді вони страхують товар від падіння.